# 4準位レーザー

様々な種類のイオン結晶と同様にガラス内のネオジムイオンはレーザー媒体として機能して、外部の励起装置で励起されたネオジムイオン内の部分的な原子の遷移から通常は1064 nmの光が放出する。

4準位レーザー (4じゅんいレーザー) とは基底状態と3つの励起状態を用いて二準位間に反転分布を形成し、コヒーレントな光を得るレーザーの総称である。
4準位間の遷移における反転分布の形成の仕方は以下のようになる。 まず基底状態{\displaystyle E_{0}}にある原子を励起装置（ポンプ光）により励起状態{\displaystyle E_{3}}に励起する。 励起状態の原子はごく短時間の間に準安定状態{\displaystyle E_{2}}に緩和し、このとき原子は比較的長い時間準安定状態に留まるとすると、準安定状態{\displaystyle E_{2}}にある原子と準安定状態{\displaystyle E_{1}}にある原子との間で反転分布が起こり、レーザー発振が得られる。 3準位レーザーではレーザー発振時の下準位が基底状態にあるため反転分布を起こすには強力な励起を必要としたが、4準位レーザーでは励起状態間{\displaystyle E_{2}}と{\displaystyle E_{1}}の間で発振する。そのため4準位レーザーの方が効率よく反転分布を形成することができる。4準位レーザーの例としてはNd:YAGレーザーがあり、右図はNd:YAGレーザーの発振における準位図である。